# Triigi
Triigi (autrefois: domaine de Kau ; Hof Kau, en allemand) est un petit hameau du village de Kõue qui s'est formé autour du manoir de Kau. Cet ancien domaine se situe au nord de l'Estonie dans la commune de Kose de la province d'Harju. Il appartenait à la famille Kotzebue et Otto von Kotzebue y passa les vingt dernières années de sa vie.

## Manoir de Kau
Ce petit manoir de bois de style néoclassique se présente sous la forme d'un logis seigneurial, en longueur, à un étage avec un portique tétrastyle surmontant un fronton à la grecque en son milieu, construit en 1817 (à la place de l'ancien manoir baroque). La cour d'honneur est entourée de deux longs bâtiments agricoles de pierre. L'ensemble est restauré en 1999-2000, après avoir été en quasi état d'abandon.
Le domaine a été mentionné par écrit pour la première fois en 1379. Il est acquis au XVIIe siècle par la famille von Saltza, puis en 1779 par Hermann von Brevern. Il est acheté en 1832 par le célèbre explorateur Otto von Kotzebue (1787-1846) qui venait de prendre sa retraite de la marine impériale russe, après avoir fait trois fois le tour du monde. Il y passe ses dernières années et il est enterré à proximité à la paroisse de Kose (Kosch à son époque).
Le domaine reste dans la famille von Kotzebue jusqu'en 1906, puis à la famille Hagemeister, jusqu'en 1919, année de l'expropriation de tous les domaines seigneuriaux.